# Велика награда Аустрије 2016.
Велика награда Аустрије 2016 (званично Formula 1 Großer Preis von Österreich 2016) трка је формуле 1, одржана 3. јула 2016, на Ред бул арени, близу Шпилберга, у Штајерској, Аустрија. Девета је трка у оквиру сезоне 2016 и 30 трка за Велику награду Аустрије. Одржана је након Велике награде Европе, а прије Велике награде Велике Британије.
На стази укупне дужине 307,146 km, гдје је вожен 71 круг, побиједио је возач Мерцедеса, Луис Хамилтон, који је стартовао са пол позиције. На другом мјесту завршио је возач Ред була – Макс Верстапен, док је на трећем мјесту завршио возач Ферарија – Кими Рејкенен.
Луис Хамилтон је био лидер до 22 круга, када је имао проблема у боксу и Себастијан Фетел је преузео вођство, али је морао да напусти трку у 27 кругу након што му је експлодирала гума и ударио је у баријере. Нико Розберг је преузео вођство, које је задржао до последњег круга, када је Хамилтон покушао да га обиђе у кривини 2; отишао је са спољашње стране, али се Розберг у кривини касно повукао на унутрашњу страну и сударили су се. Розберг је оштетио предње крило, док је Хамилтон излетио са стазе. Замало су се поново сударили кад се Хамилтон вратио на стазу, али је успио да обиђе Розберга у кривини 3, након чега су Розберга, чији је болид био оштећен, обишли и Верстапен и Рејкенен, и завршио је на четвртом мјесту. 
Након трке, Розберг је остао лидер са 153 бода, 11 испред Хамилтона. Рејкенен се изједначио са Фетелом на трећем мјесту са по 96 бодова, испред Рикарда са 88. У конкуренцији конструктора, Мерцедес је остао лидер са 295 бодова, испред Ферарија са 192 и Ред була са 168.

## Извјештај

### Позадина
Велика награда Аустрије била је девета трка у сезони 2016, одржана је 3. јула 2016, на стази Ред бул арена, близу Шпилберга, у Штајерској, Аустрија. На трци је учествовало 11 тимова са по два возача. Тимови (такође познати као конструктори) који су учествовали су: Ред бул, Макларен, Ферари, Мерцедес, Вилијамс, Рено, Форс Индија, Заубер, Торо Росо, Хас и Манор Марусија.
Прије трке, Нико Розберг је био лидер шампионата са 141 бодом, испред Хамилтона са 117 и Фетела са 96. Рејкенен је био на четвртом мјесту са 81 бодом, три испред Рикарда. У конкуренцији конструктора, Мерцедес је био лидер са 258 бодова, испред Ферарија са 177 и Ред була са 140. Вилијамс је био на четвртом мјесту са 90 бодова, испред Форс Индије са 49.
Површина стазе је обновљена прије викенда трке, исправљена су многа испупчења и недостаци, који су се развили током времена. Нова површина омогућила је да се стаза уврсти у календар MotoGP-а, док су тимови по први пут пројектовали кругове испод 1:06.000.
На стази су такође постављени нови ивичњаци са спољашњих страна у кривинама, са намјером да спријече возаче да прекораче дозвољену брзину стазе, тако што ће их приморати да иду широко како би их избјегли или да успоре како не би оштетили болид. Ивичњаци су постављени једну дужину аутомобила са спољашње стране кривина, како би оставили возачима мало простора за грешке. Макс Верстапен је критиковао промјене, назвавши ивичњаке опасним, након што је двапут оштетио болид на тренингу када је прешао преко њих. И други возачи су их критиковали, док је Мерцедес тражио од ФИЕ, владајућег тијела формуле 1, да направи промјене на ивичњацима.
Због промјене мјењача прије викенда трке, Фетел је кажњен са пет позиција у квалификацијама.
Снадбијевач гума за формулу 1, Пирели, донио је на трку меке, супер меке, ултра меке, хипер меке, средње, тврде, супер тврде и мјешовите гуме за трку. Према правилима за сезону 2016, сваки возач има на располагању 13 сетова меких гума за викенд, четири сета средњих и три сета кишовитих. Сваки возач мора да искористи по један сет меких и супер меких гума, као и ултра меких, које могу бити коришћене само у Q3, ако возачи прођу прва два периода, док имају слободу избора за осталих десет меких сетова које ће користити током викенда.

### Тренинг и квалификације
Три тренинг сесије одржане су прије трке, прве двије одржане су у петак, ујутру и послије подне, обје су трајале по сат и по, док је трећа сесија одржана у суботу ујутру и трајала је сат времена. У првој сесији, Нико Розберг је био најбржи, са временом од 1:07.373, срушивши рекорд стазе који је поставио Михаел Шумахер 2003. године. Био је бржи три десетинке од Хамилтона, док су Себастијан Фетел и Кими Рејкенен поставили треће и четврто најбоље вријеме, као једини који су завршили са мање од секунде заостатка иза Розберга. Данијел Рикардо поставио је пето вријеме, испред Карлоса Саинса млађег, док су топ десет комплетирали Фелипе Маса, Макс Верстапен, Данил Квјат и Валтери Ботас. Током сесије догодило се неколико инцидената, Хамилтон се окренуо на стази у кривини 3, због чега се Ромен Грожан окренуо да би га избјегао. Маркус Ериксон је отишао ван стазе док је покушавао да оде у бокс у кривини 8. Постављени ивичњаци узроковали су неколико инцидената, укључујући и Верстапена, који је изгубио дио предњег крила у кривини 8. Касније је закачио ивичњак у кривини 6, приликом чега је оштетио суспензију и морао је да заврши сесију.
Розберг је најбржи био и у другој сесији, са временом од 1:07.967, које је поставио на почетку сесије. Након осам минута почела је киша и резулат је остао најбољи до краја. Друго најбоље вријеме остварио је Хамилтон, испред Нико ХилкенбергНика Хилкенберга и Фетела, који је излетио са стазе у финишу сесије. Рикардо је завршио пети, док су топ десет комплетирали Саинс, Верстапен, Рејкенен, Ботас и Џенсон Батон.
У трећој сесији, Фетел је био најбржи, са временом од 1:07.098, десетинку испред Рејкенена. Розберг је био најспорији, отишао је преко ивичњака у кривини 2, приликом чега је оштетио суспензију и истакнуте су црвене заставе. Хамилтон је поставио треће најбоље вријеме, након што је отишао широко у кривини 8. Возачи Ред була, Рикардо и Верстапен остварили су четврто и пето вријеме, Рикардо је био десетинку бржи. Возачи Вилијамса, Ботас и Маса, завршили су на шестом и седмом мјесту, док су топ десет комплетирали Хилкенберг, Батон и Фернандо Алонсо, који је остао без дијела лимарије након што је прешао преко ивичњака при крају сесије. Због удеса који је Розберг имао, Мерцедес је морао да му промијени мјењач, због чега је кажњен са пет позиција у квалификацијама.
Квалификације су одржане у суботу послије подне, биле су подијељене у три периода, који су именовани као Q1, Q2 и Q3. Први период трајао је 18 минута и у њему су из даљих квалификација елиминисани возачи који су завршили испод 16 мјеста. Други период трајао је 15 минута и у њему су из даљих квалификација елиминисани возачи који су завршили испод десетог мјеста. Последњи период трајао је 12 минута и у њему је учествовало првих десет возача из другог периода, који су одлучивали о стартним позицијама пред трку. Због удеса на тренингу, Розбергов болид је морао да се поправи и није могао да изађе на стазу у првом периоду до девет минута прије краја; ипак успио је да постави најбрже вријеме у Q1, четири десетинке испред Хамилтона. Возач Манор Марусије, Паскал Верлејн остварио је десето вријеме, секунду иза Розберга. При крају сесије, Данил Квјат се слупао након грешке суспензије. Због удеса су истакнуте црвене заставе, а сесија је настављена на минут и 44 секунде прије краја. Нико Хилкенберг је био једини који је у остатку сесије поставио боље вријеме, док су остали били спријечени јер су истакнуте жуте заставе због Саинса, који је морао да заустави болид поред стазе. Возачи Реноа, Кевин Магнусен и Џолион Палмер, било су најбржи од возача који нису прошли у Q2, док су у првом периоду елиминисани још Рио Харјанто, Данил Квјат и возачи Заубера, Маркус Ериксон и Фелипе Наср.
Хамилтон је у другом периоду био најбржи, поставивши нови рекорд стазе, са временом 1:06.228, испред Розберга и Фетела. Возачи Ферарија и Ред була су најбоља времена поставили на супер меким гумама, што је значило да трку могу да почну на тврђим гумама; возачи Мерцедеса су користилике, ултра меке, због чега су при крају сесије на стазу изашли на супер меким гумама, али нису могли да поставе боља времена јер је киша почела да пада. Најбржи од возача који нису прошли у Q3 био је возач Хаса, Естебан Гутијерез, који је завршио на 11 мјесту, док је Паскал Верлејн завршио на 12 мјесту, остваривши најбољу стартну позицију за Манор Марусију у сезони. У другом периоду елиминисани су још Ромен Грожан, Фернандо Алонсо, Карлос Саинс млађи и Серхио Перез. Саинс и Перез су имали проблема током првог периода и у Q2 нису поставили вријеме.
Због кише која је падала током другог периода, возачи су на почетку трећег периода изашли на стазу на средњим гумама. У првој вожњи, Хамилтон је поставио најбоље вријеме, испред Батона и Рикарда. Стаза се брзо сушила и возачи су прешли на мекше гуме. Најбоље вријеме поставио је Хамилтон и остварио 25 пол позицију, испред Розберга и Хилкенберга. Фетел је завршио четврти, испред Батона и Рејкенена, док су топ десет комплетирали Рикардо, Ботас, Верстапен и Маса. Розберг и Фетел су раније добили казну од по пет позиција, па је са другог мјеста стартовао Хилкенберг, коме је то био други старт из првог реда у каријери, први након Велике награде Бразила 2010, гдје је освојио пол позицију.

### Трка
Прије старта, Паскал Верлејн је стао на погрешно стартно мјесто, намијењено Маси, који је трку морао да почне из бокса. Верлејн је успио да заузме своје мјесто, једну позицију иза, 0.5 секунди прије него су се упалила зелена свијетла која означавају старт трке, чиме је избјегао казну. На старту, Батон је обишао Хилкенберга за друго мјесто, док се Розберг удаљио испред Рикарда и Верстапена. Квјат је стартовао из бокса због промјене шасије, али је већ у другом кругу морао да напусти трку, због механичких проблема. У шестом кругу, Розберг је обишао Хилкенберга за четврто мјесто, након чега је и Верстапен обишао Хилкенберга, док је Рејкенен обишао Батона за друго мјесто у седмом кругу. Први на промјену гума отишли су Хилкенберг и Алонсо, у деветом кругу, док је Батон отишао круг касније. У 12 кругу, Гутијерез је обишао Масу за девето мјесто, након чега је Маса отишао у бокс. У 14 кругу је Верлејн отишао на промјену гума, док су водећи остали на стази, Хамилтон је био лидер, испред Рејкенена и Розберга.
Розберг је први од водећих возача отишао у бокс, гдје је ставио меке гуме. На стазу се вратио иза Фетела, који је дошао до трећег мјеста. Хамилтон је отишао у бокс у 22 кругу, гдје је имао проблема и вратио се на стазу иза Розберга. Рејкенен је преузео вођство један круг, након чега је отишао у бокс и вратио се на стазу иза возача Ред була. Фетел је тако преузео вођство у 23 кругу, али му је гума експлодирала у 27 кругу и слупао се у баријере, због чега је морао да напусти трку. Возило безбједности је изашло на стазу, Розберг је преузео вођство, испред Хамилтона, слиједили су Верстапен, Рикардо и Рејкенен.
Возило безбједности је изашло са стазе у 32 кругу, након чега је Розберг брзо стекао двије секунде предности. Серхио Перез је највише напредовао након рестарта, надокнади је три позиције и дошао до 11 мјеста; у 39 кругу, Батон је обишао Фелипеа Насра за седмо мјесто. Након што је одржавао предност од двије секунде, Розберг је направио грешку, због које га је Хамилтон стигао и покушао је да га обиђе користећи ДРС, али безуспјешно. Хилкенберг је отишао у бокс трећи пут у 51 кругу, гдје се задржао пет секунди дуже због убрзавања при изласку из бокса претходни пут. Ботас је отишао у бокс круг касније, док је Хамилтон отишао у 55 кругу. Розберг је отишао круг касније и вратио се на стазу на друго мјесто, иза Верстапена, који није ишао на промјену гума. У 58 кругу, Рејкенен је обишао Рикарда за четврто мјесто, док је Розберг обишао Верстапена у 61 кругу, након чега га је и Хамилтон обишао. Маса је напустио трку у 63 кругу због проблема са кочницама, док су круг касније трку напустили Хилкенберг и Алонсо; Хилкенберг је имао проблема са кочницама, а Алонсо са батеријом. Рејкенен је смањивао заостатак за Верстапеном, док се Верлејн приближио Ботасу у борби за десето мјесто. У 69 кругу, Перез је морао да напусти трку, омогућивши Верлејну да дође до зоне бодова. У последњем кругу, Хамилтон је покушао да обиђе Розберга у кривини 2; заузео је спољашњу линију, док је Розберг касно отишао унутрашњом линијом и сударили су се. Розберг је оштетио предње крило, док је Хамилтон излетио са стазе. Замало су се сударили поново кад се Хамилтон вратио на стазу, али је успио да обиђе Розберга у кривини 3. Хамилтон је остварио трећу побједу у сезони, пет секунди испред Верстапена и Рејкенена, који су обишли Розберга. Розберг је накнадно кажњен са десет секунди, али је завршио на четвртом мјесту, испред Рикарда и Батона, док су топ десет комплетирали Грожан, Саинс, Ботас и Верлејн. Први ван зоне бодова завршио је Естебан Гутијерез, на 11 мјесту, испред Палмера и Насра; на последњим позицијама завршили су Магнусен, Ериксон и Рио Харјанто. Перез, Алонсо, Хилкенберг и Маса нису завршили трку, али су класификовани јер су завршили 90 посто дистанце.

### Након трке
„Не знам, али то није мој проблем, већ њихов“.

Луис Хамилтон након што му је публика звиждала на подијуму.
На подијуму након трке, публика је извиждала Хамилтона који је остварио 46 побједу у каријери и укупно 250 побједу британских возача у формули 1, након чега је истакао да је задовољан са побједом, изјавивши: „Како је невјероватна трка то била. Било је невјероватно. Ова стаза је сјајна. Велико хвала свим навијачима који су дошли, јер искрено волим их овдје у Аустрији. Сваки пут кад дођем имамо најбољи хотел, храна је сјајна и невезано за ово, генерално стварно волим ово мјесто. Имамо Тота Волфа и Никија који су такође одавде“. Верстапен је истакао да је друго мјесто невјероватно, изјавивши: „Ово је невјероватан дан, знате. Завршити други у болиду Ред була на Ред бул арени је невјероватно. Уживао сам много. Била је то узбудљива трка и да, хвала момцима, дали су ми сјајан аутомобил да завршим други“. Рејкенен је истакао да није задовољан јер су нису остварили оно што су хтјели, изјавивши: „ Мислим, није лак дан за нас. Мислим да нисмо стварно остварили оно што смо могли. Имали смо добру брзину при крају и можда шансу да обиђем Макса, али онда су биле жуте заставе и онда, он је завршио испред мене, тако то иде понекад. Не знам. Аутомобили су били добри цијели викенд и ми смо стартовали трку добру, а онда одједном нашао сам се на шестом мјесту, тако да смо се трудили да се вратимо назад и брзина је била добра очигледно за тим са Себом, који је имао проблема, није био лак викенд, али са брзином коју смо имали, мислим да нисмо добили оно што смо стварно заслужили, али то је тркање. Идемо поново следећег викенда и покушаћемо да будемо бољи.
Судар између Хамилтона и Розберга у последњем кругу био је други њихов судар на пет трка, први је био на Великој награди Шпаније, због чега је директор Мерцедеса, Тото Волф рекао да је потез био „без мозга“, додавши да му је дојадило да покушава да анализира контакте између возача и да такви инциденти морају да престану. Додао је да, ако се слична ситуација понови у будућности, тим ће размислити о успостављању реда међу возилима, тако што ће им рећи да се не такмиче један против другога. Додао је да зна да би таква одлука била непопуларна, о чему је рекао: „повраћа ми се од тога, али ако тркање није могуће без контакта, то је посљедица “. Дан након трке, објављено је да ће тим предузети мјере, као што су новчана казна или привремена суспензија, ако се деси још један инцидент између њих. Луис Хамилтон је окривио Розберга за судар, изјавивши: „Не осјећам се ништа посебно око тога. Не мислим да је то било контроверзно уопште. Нико је погријешио у кривини 1. Знате, тркамо се све до последњег круга али. Направио је грешку, закачио је ивичњак и отишао широко и онда сам имао добар положај у односу на њега у кривини 2. Блокирао је унутрашњу страну, тако да је једино мјесто гдје сам могао да прођем било споља. Ја сам био у тркачкој линији. Он ми је био у мртвом углу, тако да сам претпоставио да је и даље ту и отишао сам веома широко, оставивши му довољно простора и почео сам да обилазим. Био сам на ивици стазе и ударио је у мене. Момци су ми рекли да је имао проблема са кочницама, можда. Тако да нисам у потпуности сигуран шта се тачно десило. Онда сам се вратио назад на стазу што сам брже могао. Било је јако близу између нас ту. Ако је имао проблема са кочницама, то би могао да буде разлог што се подигао стварно рано у наредном правцу, за који смо се тркали. Али за мене је то било узбудљиво јер... Мислим, не разумијем тачно како сам завршио други. Био сам у вођству и онда, претпостављам да ме је возило безбједности довело у ту позицију. Али нисам одустајао. Гурао сам до краја. Знао сам да ми требају ти бодови. Знам да имам неке невјероватне навијаче овдје који ме подржавају. Неки од њих су такође прешли велики пут. Тако да сам урадио све што сам могао да не одустанем и да се борим до краја “. О томе што је Фетелу експлодирала гума, због чега је морао да напусти трку, Пирели је изјавио да се то није десило због лоше стратегије Ферарија,. већ због дјелова на стази.
Након трке, Розберг је остао лидер са 153 бода, 11 испред Хамилтона. Рејкенен се изједначио са Фетелом на трећем мјесту са по 96 бодова, испред Рикарда са 88. У конкуренцији конструктора, Мерцедес је остао лидер са 295 бодова, испред Ферарија са 192 и Ред була са 168. Вилијамс је био на четвртом мјесту са 92 бода, испред Форс Индије са 59.

## Резултати

### Квалификације
| Поз                    | БР | Возач              | Конструктор          | Први дио | Други дио    | Трећи дио | Стартна позиција |
| ---------------------- | -- | ------------------ | -------------------- | -------- | ------------ | --------- | ---------------- |
| 1                      | 44 | Луис Хамилтон      | Мерцедес             | 1:06.947 | 1:06.228     | 1:07.922  | 1                |
| 2                      | 6  | Нико Розберг       | Мерцедес             | 1:06.516 | 1:06.403     | 1:08.465  | 61               |
| 3                      | 27 | Нико Хилкенберг    | Форс Индија–Мерцедес | 1:07.385 | 1:07.257     | 1:09.285  | 2                |
| 4                      | 5  | Себастијан Фетел   | Ферари               | 1:06.761 | 1:06.602     | 1:09.781  | 91               |
| 5                      | 22 | Џенсон Батон       | Макларен–Хонда       | 1:07.653 | 1:07.572     | 1:09.900  | 3                |
| 6                      | 7  | Кими Рејкенен      | Ферари               | 1:07.240 | 1:06.940     | 1:09.901  | 4                |
| 7                      | 3  | Данијел Рикардо    | Ред бул–ТАГ Хоер     | 1:07.500 | 1:06.840     | 1:09.980  | 5                |
| 8                      | 77 | Валтери Ботас      | Вилијамс–Мерцедес    | 1:07.148 | 1:06.911     | 1:10.440  | 7                |
| 9                      | 33 | Макс Верстапен     | Ред бул–ТАГ Хоер     | 1:07.131 | 1:06.866     | 1:11.153  | 8                |
| 10                     | 19 | Фелипе Маса        | Вилијамс–Мерцедес    | 1:07.419 | 1:07.145     | 1:11.977  | PL2              |
| 11                     | 21 | Естебан Гутијерез  | Хас–Ферари           | 1:07.660 | 1:07.578     |           | 11               |
| 12                     | 94 | Паскал Верлејн     | МРТ–Мерцедес         | 1:07.565 | 1:07.700     |           | 12               |
| 13                     | 8  | Ромен Грожан       | Хас–Ферари           | 1:07.662 | 1:07.850     |           | 13               |
| 14                     | 14 | Фернандо Алонсо    | Макларен–Хонда       | 1:07.671 | 1:08.154     |           | 14               |
| 15                     | 55 | Карлос Саинс млађи | Торо Росо–Ферари     | 1:07.618 | Без времена4 |           | 15               |
| 16                     | 11 | Серхио Перез       | Форс Индија–Мерцедес | 1:07.657 | Без времена4 |           | 16               |
| 17                     | 20 | Кевин Магнусен     | Рено                 | 1:07.941 |              |           | 17               |
| 18                     | 30 | Џолион Палмер      | Рено                 | 1:07.965 |              |           | 195              |
| 19                     | 88 | Рио Харјанто       | МРТ–Мерцедес         | 1:08.026 |              |           | 205              |
| 20                     | 26 | Данил Квјат        | Торо Росо–Ферари     | 1:08.409 |              |           | PL3              |
| 21                     | 9  | Маркус Ериксон     | Заубер–Ферари        | 1:08.418 |              |           | 18               |
| 22                     | 12 | Фелипе Наср        | Заубер–Ферари        | 1:08.446 |              |           | 215              |
| 107% времена: 1:11.172 |    |                    |                      |          |              |           |                  |
| Извор:                 |    |                    |                      |          |              |           |                  |

Напомене
- ^1  – Нико Розберг и Себастијан Фетел су добили казну од по пет позиција због промјене мјењача.[39][40]
- ^2  – Фелипе Маса је стартовао из бокса због промјене предњег крила.[41]
- ^3  – Данил Квјат је стартовао из бокса због промјене шасије.[40]
- ^4  – Карлос Саинс млађи и Серхио Перез нису успјели да поставе вријеме у Q2. С обзиром на то да је Саинс покушао да постави вријеме, а Перез није, сматра се да се Саинс квалификовао испред Переза.[40]
- ^5  – Џолион Палмер, Рио Харјанто и Фелипе Наср, добили су казну од три мјеста јер нису успорили током истакнутих жутих застава у Q1.[39][40]

### Трка
| Поз    | Бр | Возач              | Конструктор          | Кругови | Вријеме/Повукао се | Старт | Бодови |
| ------ | -- | ------------------ | -------------------- | ------- | ------------------ | ----- | ------ |
| 1      | 44 | Луис Хамилтон      | Мерцедес             | 71      | 1:27:38.107        | 1     | 25     |
| 2      | 33 | Макс Верстапен     | Ред бул–ТАГ Хоер     | 71      | +5.719             | 8     | 18     |
| 3      | 7  | Кими Рејкенен      | Ферари               | 71      | +6.024             | 4     | 15     |
| 4      | 6  | Нико Розберг       | Мерцедес             | 71      | +26.7101           | 6     | 12     |
| 5      | 3  | Данијел Рикардо    | Ред бул–ТАГ Хоер     | 71      | +30.981            | 5     | 10     |
| 6      | 22 | Џенсон Батон       | Макларен–Хонда       | 71      | +37.706            | 3     | 8      |
| 7      | 8  | Ромен Грожан       | Хас–Ферари           | 71      | +44.6682           | 13    | 6      |
| 8      | 55 | Карлос Саинс млађи | Торо Росо–Ферари     | 71      | +47.400            | 15    | 4      |
| 9      | 77 | Валтери Ботас      | 'Вилијамс–Мерцедес   | 70      | +1 круг            | 7     | 2      |
| 10     | 94 | Паскал Верлејн     | МРТ–Мерцедес         | 70      | +1 круг            | 12    | 1      |
| 11     | 21 | Естебан Гутијерез  | Хас–Ферари           | 70      | +1 круг            | 11    |        |
| 12     | 30 | Џолион Палмер      | Рено                 | 70      | +1 круг            | 19    |        |
| 13     | 12 | Фелипе Наср        | Заубер–Ферари        | 70      | +1 круг            | 21    |        |
| 14     | 20 | Кевин Магнусен     | Рено                 | 70      | +1 круг            | 17    |        |
| 15     | 9  | Маркус Ериксон     | Заубер–Ферари        | 70      | +1 круг            | 18    |        |
| 16     | 88 | Рио Харјанто       | МРТ–Мерцедес         | 70      | +1 круг            | 20    |        |
| 173    | 11 | Серхио Перез       | Форс Индија–Мерцедес | 69      | Судар              | 16    |        |
| 183    | 14 | Фернандо Алонсо    | Макларен–Хонда       | 64      | Батерија           | 14    |        |
| 193    | 27 | Нико Хилкенберг    | Форс Индија–Мерцедес | 64      | Кочнице            | 2     |        |
| 203    | 19 | Фелипе Маса        | Вилијамс–Мерцедес    | 63      | Кочнице            | PL    |        |
| DNF    | 5  | Себастијан Фетел   | Ферари               | 26      | Експлозија гуме    | 9     |        |
| DNF    | 26 | Данил Квјат        | Торо Росо–Ферари     | 2       | Механички проблем  | PL    |        |
| Извор: |    |                    |                      |         |                    |       |        |

Напомена
- ^1  – Нико Розберг је добио казну од десет секунди због изазивања судара са Хамилтоном.[43]
- ^2  – Ромен  Грожан је добио казну од пет секунди због убрзавања у боксу.[42]
- ^3  – Серхио Перез, Фернандо Алонсо, Нико Хилкенберг и Фелипе Маса су класификовани јер су завршили 90% дистанце[42]

## Стање у шампионату након трке
|  | Поз | Возач            | Бодови |
|  | --- | ---------------- | ------ |
|  | 1   | Нико Розберг     | 153    |
|  | 2   | Луис Хамилтон    | 142    |
|  | 3   | Себастијан Фетел | 96     |
|  | 4   | Кими Рејкенен    | 96     |
|  | 5   | Данијел Рикардо  | 88     |

|  | Поз | Конструктор          | Бодови |
|  | --- | -------------------- | ------ |
|  | 1   | Мерцедес             | 295    |
|  | 2   | Ферари               | 192    |
|  | 3   | Ред бул–ТАГ Хоер     | 168    |
|  | 4   | Вилијамс–Мерцедес    | 92     |
|  | 5   | Форс Индија–Мерцедес | 59     |

- Напомена: Приказано је само првих пет позиција у обје конкуренције.